# Школа № 4 (Таганрог)
Школа № 4 — средняя общеобразовательная школа в г. Таганроге.

## Названия школы
- с 1910 по 1923 — 5-е городское мужское начальное училище
- с 1923 по 1926 — Начальная общеобразовательная школа № 4
- с 1926 по 19?? — Таганрогская 4-я семилетняя трудовая школа
- с 19?? по 2010 — Средняя общеобразовательная школа № 4
- с 2010 по наст. время — Муниципальное общеобразовательное бюджетное учреждение лицей № 4

## История школы № 4
История школы берёт своё начало от 5-го городского мужского начального училища, называвшегося в Таганроге среди горожан «дьяконовским». В 1903 году скончался учитель древнегреческого языка и инспектор Таганрогской классической мужской гимназии А. Ф. Дьяконов. Тот самый Дьяконов, которого многие считали прототипом чеховского Беликова, главного героя знаменитого рассказа «Человек в футляре». Согласно завещанию Александра Федоровича Дьяконова, городу были переданы два его дома по улице Александровской, в старой нумерации № 51 и № 53, с обязательным условием организации в этих домах мужского и женского училищ.
Дома Дьяконова долго стояли с заколоченными окнами, и только в начале 1910-х годов в угловом доме было открыто 5-е городское мужское начальное училище. Директором училища был назначен А. Д. Степанов.
В 1923 году «дьяконовское» училище было реорганизовано в начальную общеобразовательную школу № 4. В мае 1926 года её перевели в здание бывшего клуба Общественного собрания в Варвациевском переулке (ныне пер. Лермонтовский, 2), объединив при переводе со школой кожевенного завода. Четырёхклассная школа кожевенного завода своего номера не имела и до перевода в новое здание размещалась в бывшем доме владельца Таганрогского пивоваренного завода Германа Базенера в Большом Садовом переулке. Новая школа получила название «Таганрогская 4-я семилетняя трудовая школа». 

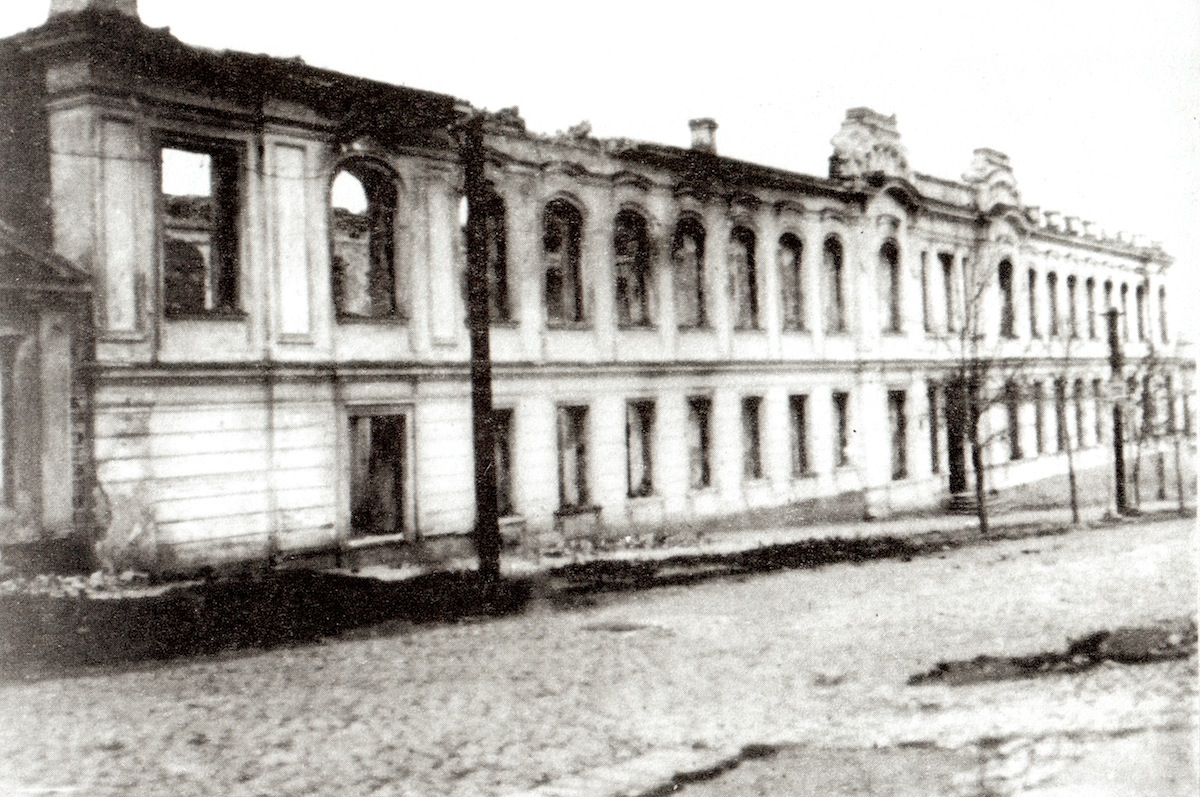
Здание школы № 4, 1943 г.

С начала Великой Отечественной войны в здании размещался военный госпиталь.
В период оккупации Таганрога немецкими войсками (1941-1943) школа № 4 располагалась в здании на Банковской площади
В 1942 году, во время оккупации, при обстреле города советской артиллерией в здание школы попал снаряд, вызвавший разрушения и пожар. После освобождения Таганрога здание было передано Таганрогскому строительному техникуму, силами которого оно в основном и было восстановлено. Но прежнее великолепие здания было, к сожалению, утрачено. Строительный техникум располагался в здании школы с 1947 года по конец 1950-х. Всё это время школа № 4 входила в состав школы № 16 и вернулась в своё здание по Лермонтовскому переулку лишь в конце 1950-х, после ухода строительного техникума.
28 июля 2010 года Постановлением Администрации г. Таганрога № 3279 к таганрогской средней школе № 4, располагавшейся в Лермонтовском переулке, был присоединён Таганрогский лицей. Новое образовательное учреждение было названо «Муниципальное общеобразовательное бюджетное учреждение лицей № 4». После объединения школы № 4 с лицеем, новообразованный ТМОЛ № 4 в 2013 году неожиданно для Управления образования Таганрога попал в рейтинг «500 лучших российских школ», разработанный негосударственным Московским центром непрерывного математического образования, и, соответственно, вошёл в пятёрку лучших школ Ростовской области.
В ноябре 2013 года Лицей № 4 отметил двойной юбилей, 90-летие школы № 4 и 25-летие Таганрогского лицея при ТРТУ.

## Директора школы
- с 2010 по наст. время — И. А. Киселева (Лицей № 4)
- с 2010 по 2010 — И. А. Вырабова
- с 19?? по 2010 — Л. В. Сердюкова
- с 19?? по 19?? — В. А. Цымрин
- с 1962 по 19?? — Г. Е. Ермолаев
- с 1935 по 1941 — В. Ф. Степаненко
- с 1929 по 1935 — Г. М. Ткаченко
- с 1926 по 1929 — П. И. Нестеров

## Известные сотрудники и ученики школы
- Бондарчук, Сергей Фёдорович (1920—1994) — советский актёр, кинорежиссёр, сценарист, педагог. Народный артист СССР. Герой Социалистического Труда. Обладатель кинопремий «Оскар» и «Золотой глобус»[9][10].